# 蒙卢埃
蒙卢埃（法語：Montloué，法語發音：[mɔ̃lwe]）是法国上法蘭西大區埃纳省的一个市镇，位于该省东北部，属于拉昂区。

## 地理
蒙卢埃（49°40'28"N, 4°4'11"E）面积15.58 平方千米，位于法国上法蘭西大區埃纳省，该省份为法国北部内陆省份，北起北部省，西接索姆省和瓦兹省，东临阿登省和马恩省，西南至塞纳-马恩省，东北部与比利时接壤。
与蒙卢埃接壤的市镇（或旧市镇、城区）包括：迪济勒格罗、蒙科尔内、努瓦尔库尔、苏瓦兹、勒蒂埃勒。

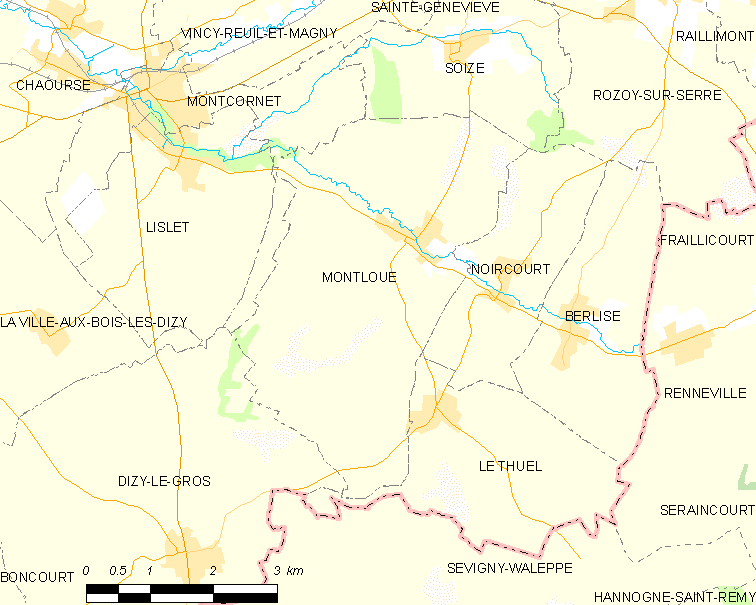
蒙卢埃的OSM定位图

蒙卢埃的时区为UTC+01:00、UTC+02:00（夏令时）。

## 行政
蒙卢埃的邮政编码为02340，INSEE市镇编码为02519。

## 政治
蒙卢埃所属的省级选区为韦尔万县。

## 人口

1962-2008年间蒙卢埃人口变化图示

蒙卢埃于2022年1月1日时的人口数量为193人。